# Osmiini

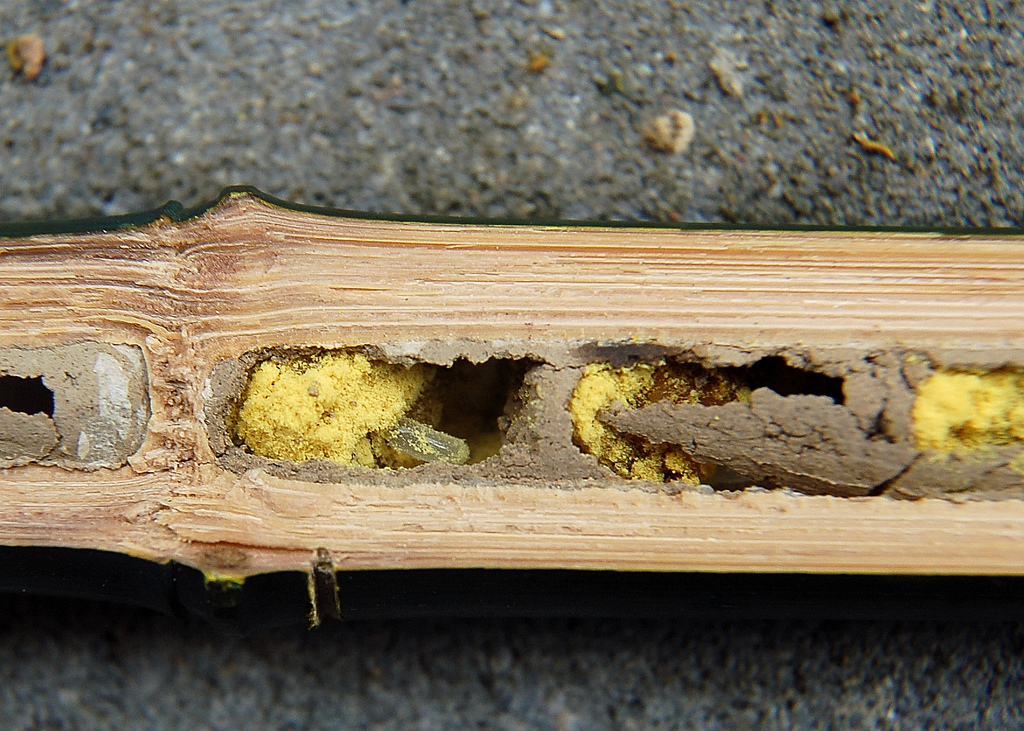
Nido de Osmia rufa

Osmiini es una tribu de abejas de la familia Megachilidae. Hay por lo menos 19 géneros y 1.000 especies descritas. De distribución mundial excepto Sudamérica, Australia y Antárctica. 

## Géneros
Hay 17 géneros según BioLib:
- Afroheriades Peters, 1970
- Ashmeadiella Cockerell, 1897
- Atoposmia Cockerell, 1935
- Bekilia Benoist, 1962
- Chelostoma Latreille, 1809
- Haetosmia Popov, 1952
- Heriades Spinola, 1808
- Hofferia Tkalcu, 1984
- Hoplitis Klug, 1807
- Hoplosmia Thomson, 1872
- Noteriades Cockerell, 1931
- Ochreriades Mavromoustakis, 1956
- Osmia Panzer, 1806
- Othinosmia Michener, 1943
- Protosmia Ducke, 1900
- Pseudoheriades Peters, 1970
- Stenoheriades Tkalcu, 1984
- Stenosmia Michener, 1941
- Wainia Tkalcu, 1980
- Xeroheriades Griswold, 1986